# Nigersaurus

A Nigersaurus és az ember méretének összehasonlítása

A Nigersaurus (nevének jelentése 'Niger-gyík') a diplodocoidea sauropoda dinoszauruszok egyik neme, amely a kora kréta korban, az apti-albai korszakban, körülbelül 119-99 millió évvel ezelőtt élt. A fosszíliájáról Paul Sereno és kollégái készítettek leírást 1999-ben. Ez az egyik leggyakoribb nem a nigeri Gadoufaoua területén, az Elrhaz-formációban, melyet Philippe Taquet fedezett fel, majd írt le 1976-ban.

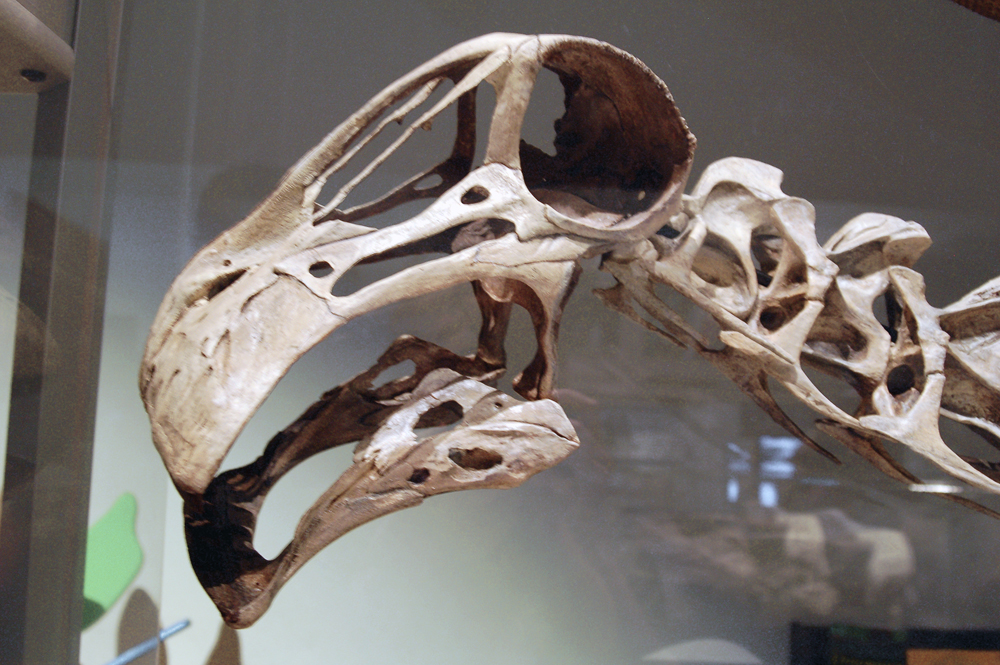
A Nigersaurus taqueti koponyájának rekonstrukciója az Ausztrál Múzeumban (Australian Museum), Sydneyben

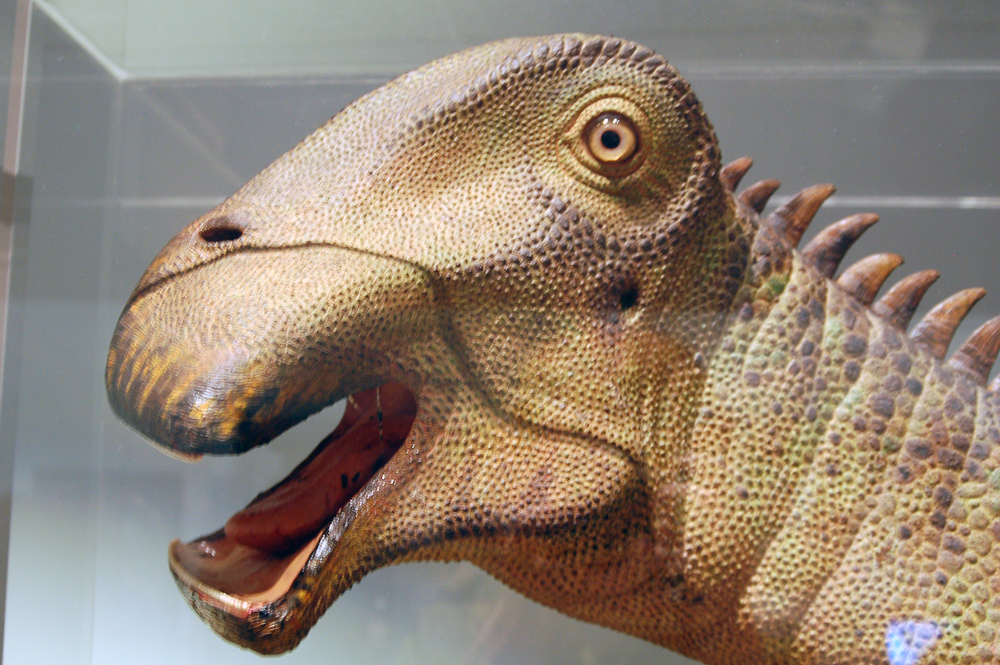
A Nigersaurus taqueti modelljének feje az Ausztrál Múzeumban (Australian Museum), Sydneyben

A Nigersaurus egy szokatlan, a porszívó szellőzőnyílására emlékeztető szájjal rendelkező növényevő volt, amely több mint száz éles fogával aprította fel az élelmet. Korábban ilyen fogkészleteket csak a hadrosauridáknál és a ceratopsiáknál találtak, de a Nigersaurus felfedezése megmutatta, hogy legalább egy sauropoda fejlődési vonalnál, a rebbachisauridáknál is megjelentek.
Bár a Nigersaurus gyakran fordult elő, 2005-ig alig ismerték, mivel koponyája és csontváza finom és nagymértékben pneumatikus (levegővel töltött) szerkezetű volt, így a fosszilis maradványok széttagolódtak. Sereno és Jeffrey A. Wilson 2005-ben elkészítették a koponya és a táplálkozási adaptációk első leírását. A Nigersaurus állcsontjaiban 500-600 lapát alakú fog helyezkedett el. Sereno és szerzőtársai 2007-ben egy cikket jelentettek meg a Public Library of Science (PLoS) című folyóiratban a Nigersaurus anatómiájának részleteivel kapcsolatban.

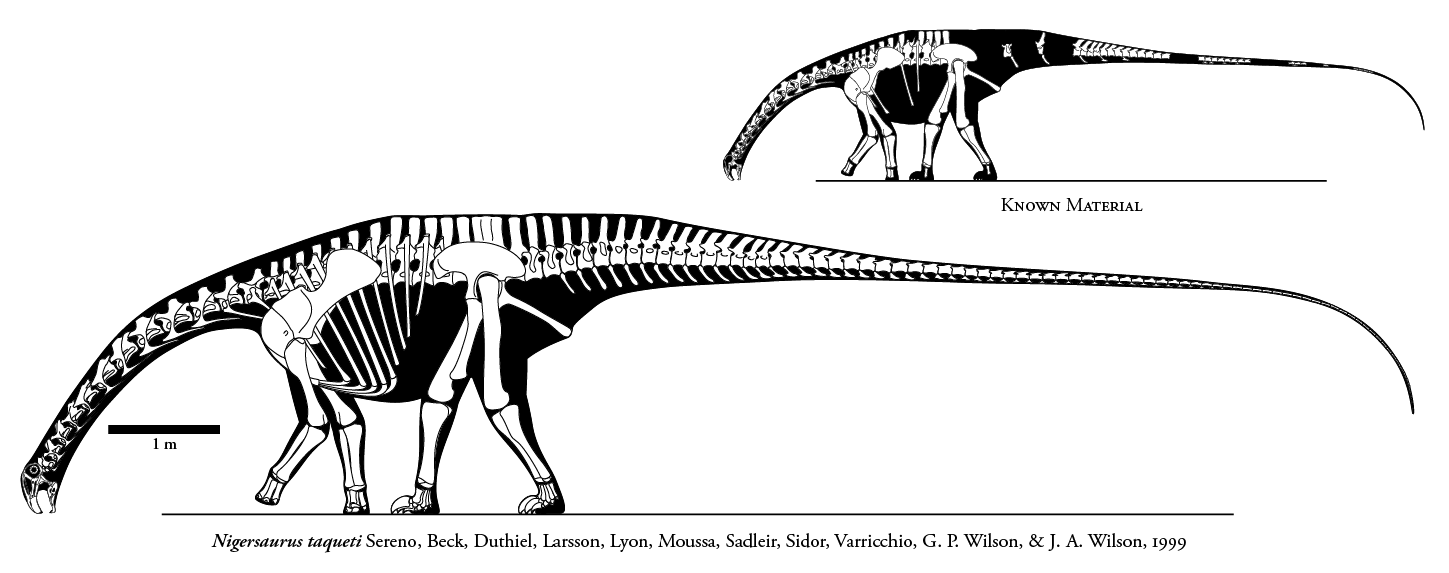
A Nigersaurus taqueti csontvázának diagramja, a jobb felső ábrán az ismertté vált részekkel

A belső fülön végzett vizsgálat megmutatta, hogy a Nigersaurus feje eredetileg lefelé állt és az alacsonyan levő növényzet legelésére volt a legalkalmasabb. A The New York Times cikke szerint: 
A többi növényevő dinoszaurusztól eltérően több, mint 50 oszlopnyi foga volt, melyek az állcsontok elülső élei mentén sorakoztak, egy-egy 30 centiméter hosszú ollót formázva. Az állcsontok CT letapogatása kimutatta, hogy kilenc cserefog helyezkedett el minden egyes vágófog mögött. Mikor egy elkopott, azonnal egy másik került a helyére, feltehetően minden oszlopnál havonta egyszer. Dr. Sereno szerint 'A dinoszauruszok között a Nigersaurus tartja a fogcsere világrekordját.'
A többi Gondwana területén élt sauropodához hasonlóan a nyaka rövidebb volt, mint a csoport Laurázsiában élt tagjainak, például a Barosaurusnak. A zömökebb arányok ellenére a Nigersaurus 9 méteres hosszúságot ért el, amivel elmaradt a Rebbachisauridae család többi tagjától, például a nagyméretű, a hátán alacsony csigolyatüskékből álló egyedi tarajt viselő Rebbachisaurustól. A Nigersaurus a Rebbachisauruséhoz hasonló, de kisebb, a meghosszabbodott csigolyatüskék között kifeszített tarajjal rendelkezett, amit az élő állaton bőr, és alatta esetleg hús is boríthatott.

## Fordítás
- Ez a szócikk részben vagy egészben a Nigersaurus című angol Wikipédia-szócikk ezen változatának fordításán alapul.  Az eredeti cikk szerkesztőit annak laptörténete sorolja fel. Ez a jelzés csupán a megfogalmazás eredetét és a szerzői jogokat jelzi, nem szolgál a cikkben szereplő információk forrásmegjelöléseként.

## Külső hivatkozások
- Dinosaur Expedition 2000. Project Exploration. [2007. szeptember 5-i dátummal az eredetiből archiválva]. (Hozzáférés: 2010. november 26.)
- Christopher Joyce: 'Mesozoic Cow' Rises from the Sahara Desert. NPR. (Hozzáférés: 2010. november 26.)
- Nancy Ross-Flanigan: U-M researchers study toothy, ground-feeding dinosaur. University of Michigan. [2013. október 12-i dátummal az eredetiből archiválva]. (Hozzáférés: 2010. november 26.)